# Pentacitrotus
Pentacitrotus là một chi bướm đêm thuộc phân họ Tortricinae của họ Tortricidae.

## Các loài
- Pentacitrotus leechi Diakonoff sensu Diakonoff, 1950, 1970
- Pentacitrotus maculatus Kawabe, 1993
- Pentacitrotus quercivorus Diakonoff, 1950
- Pentacitrotus tetrakore (Wileman & Stringer, 1929)
- Pentacitrotus vulneratus Butler, 1881